# عرب‌آباد (رفسنجان)
عرب‌آباد (رفسنجان)، روستایی از توابع بخش مرکزی شهرستان رفسنجان در استان کرمان ایران است.

## جمعیت
این روستا در دهستان قاسم آباد قرار دارد و براساس سرشماری مرکز آمار ایران در سال ۱۳۸۵، جمعیت آن ۹۵۳ نفر (۲۳۴خانوار) بوده‌است.